# 長坂二子塚古墳
長坂二子塚古墳（ながさかふたごつかこふん）は、石川県金沢市にある古墳。手取川以北の加賀地方において、数少ない前方後円墳の一つである。

## 概要
金沢市街南郊の野田山山麓の緩傾斜地に位置する。
墳丘は未調査のまま破壊され、現存しない（1907～1912年の開墾、1968年の土地区画整理事業による）。現状は畑地。
1969年に石川考古学研究会により破壊後の周溝の北側半分の調査が行われる。
二子塚の南東方には大乗寺がある。

## 墳丘
前方後円墳。全長50メートル、前方部幅約23メートル、後円部径29メートル、前方部長さ21メートル（1969年の周溝調査の際計測）。前方部を北北東方向に向ける。
墳裾に周溝あり。葺石は未確認。
河村義一の調査では、後円部後方（すなわち南裾）に矩形の張り出しが報告される。米軍や国土地理院の空中写真でもこの矩形の張り出しらしきものが写っている（写真の一例、1962年当時の二子塚古墳。写真中央やや左寄り。出典：国土地理院地図・空中写真閲覧サービス）。

## 埋葬施設
粘土槨を想定。1968年の墳丘破壊時に白色粘土を後円部で確認したことによる。

## 埴輪
周溝内に多量の埴輪の存在を確認。明治期の『北陸人類学会会誌』にも埴輪の樹立が報告される。
円筒・朝顔・壺形の3種からなる。稚拙な作りで、個体差が著しい。しかしながら現状確認されている加賀地方の古墳の中で、二子塚古墳は最古の埴輪をもつ古墳である。
現品は石川県立歴史博物館が保管・展示する。

## 出土遺物（埴輪以外）
1905年の調査で、鏃状銅製品2個、鉄剣2本以上、槍と思われるもの1本、刀子1点以上、勾玉2点、管玉11点などが出土。
鏃状銅製品の類品は、大阪府藤井寺市野中アリ山古墳、岡山県美咲町月の輪古墳などに鉄製品として存在する。

## 築造年代
4世紀末～5世紀初。埴輪の年代観（川西編年のⅡないしⅢ期に相当）による。

## 埋葬者
当時、北加賀で勢力を誇った道氏(道君一族)のものと考えられている。

## 長坂2号墳
二子塚古墳の西に位置。1977年に発見、同年トレンチ発掘。
一辺17.5メートルの方形墳（トレンチ発掘の成果による）。発見時、すでに墳丘は失われていた。主軸方向が二子塚古墳と一致するらしいが、二子塚の前方部に相当する個所にトレンチを入れていないので、前方後方墳の可能性も捨てきれない。
壺形土器の小片が出土。これらは年代判定の資料に足るものではない。
二子塚古墳と同年代と考えられる。主軸方向が二子塚古墳と一致することによる。

## その他周囲の墳墓
二子塚がある野田山山麓には、他に善助塚、狐塚、味噌塚などの塚があったそうだが伝承のみとなっている。
また、さらに目を広く転じれば、野田山や付近の満願寺山の山頂付近に、墳墓が存在する。これらは二子塚より先行する年代のものと考えられている。

## 交通アクセス
- 金沢外環状道路山側幹線の長坂三丁目東交差点から東へ200メートル。駐車場等はない。